# Онгёрен, Васыф
Васыф Онгёрен, в некоторых переводах Васиф Онгорен (тур. Vasıf Öngören, 15 февраля 1938, Кютахье — 1 мая 1984, Амстердам) — турецкий писатель, драматург, основатель театра, политический эмигрант.
Родом из курдской семьи, брат поэта Вейсела Онгёрена, отец актрисы Аслы Онгёрен.
С 1962 по 1966 год Онгёрен изучал драму в Восточном Берлине и учился в берлинском ансамбле Бертольта Брехта. Затем он основал в Турции «Коллективный театр» — первый театр, основанный на методике Брехта. В 1977 году Онгёрен эмигрировал в Западный Берлин, чтобы избежать политических преследований на родине. Там он основал «Коллективный театр» в 1980 году. Ранее он попал в шорт-лист Немецкой премии за молодые книги 1979 года за двухтомник «Сердцевина сказки» (Des Märchens Kern, 1978). С 1982 г. переселился в Нидерланды и продолжал заниматься активной театральной деятельностью. Онгёрен скончался в 1984 году во время репетиции одной из своих пьес.
Пьесы Онгёрена переводились на многие языки, в том числе на русский («Как спаслась Асия», «Иностранная литература», 1972, № 4).